# Großenhain Berliner Bahnhof
Großenhain Berliner Bahnhof is een voormalig spoorwegstation in de Duitse plaats Großenhain. Het station werd in 1875 geopend en in 2002 gesloten. 

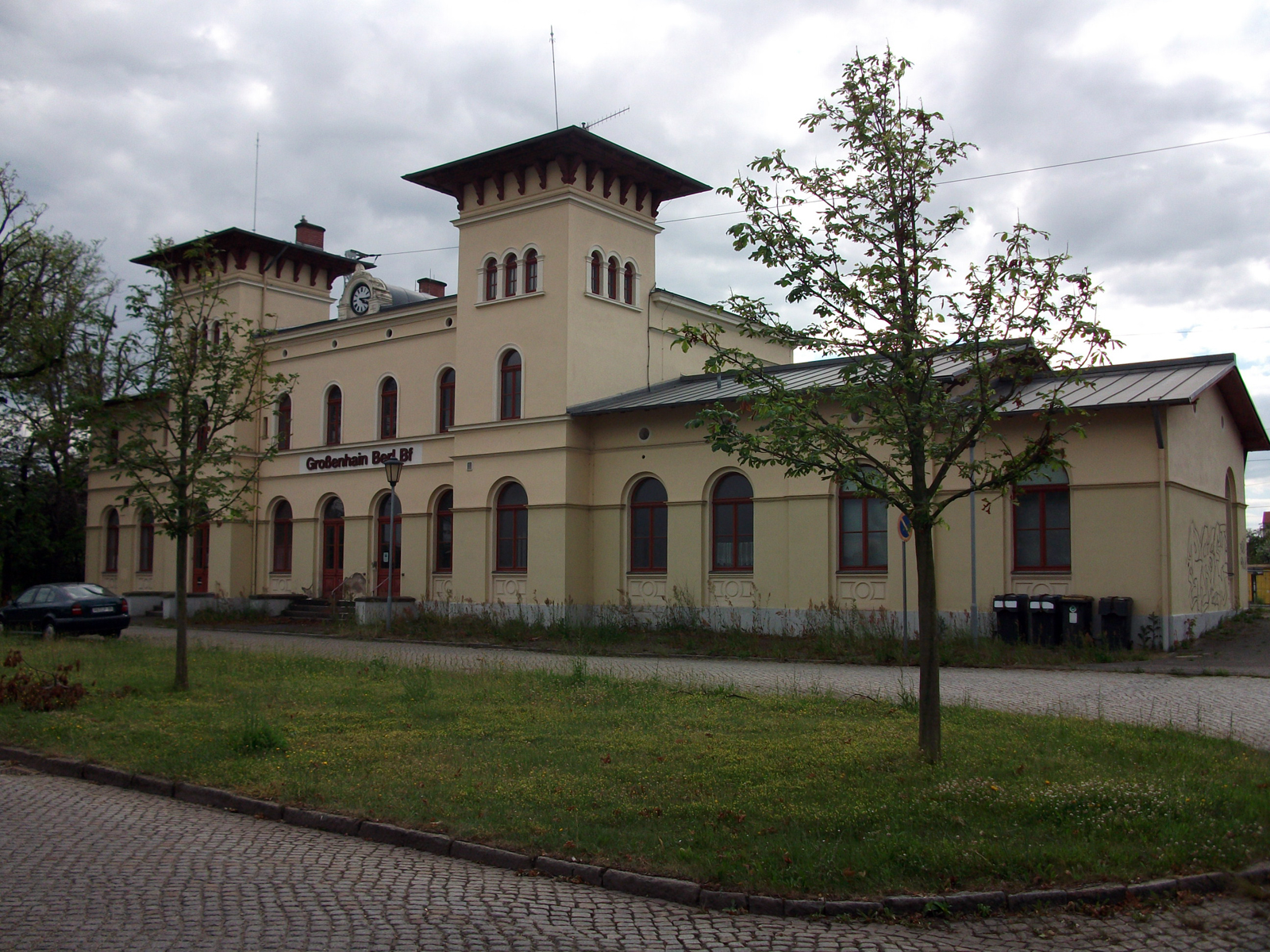
Het stationsgebouw in 2010.

Tussen Großenhain Berliner Bahnhof en Großenhain Cottbuser Bahnhof loopt een enkelsporig, geëelectrificeerde hoofdspoorlijn door de stad Großenhain. Deze 1,2 kilometer lange verbindingslijn takt op Großenhain Berliner Bahnhof van de spoorlijn Berlin - Dresden af en komt op Großenhain Cottbuser Bahnhof uit op de spoorlijn Großenhain–Priestewitz.